# 岳溪镇
岳溪镇，是中华人民共和国重庆市开州区下辖的一个乡镇级行政单位。
岳溪镇位于开州区西南部，在2005年乡镇区划调整中，由原跳蹬乡，龙安乡，岳溪镇三个乡镇合并而成，政府驻地红叶街，与本区的南门镇、铁桥镇、巫山乡、五通乡及万州区弹子镇、后山镇、桥亭乡相接壤。距开州城区49公里，万州区50公里。幅员面积181平方公里，辖23个村、2个居委会，243个村民小组，总人口71736人。最高海拔1340米，最低海拔190米。

## 行政区划
岳溪镇下辖以下地区：
岳兴场社区、当坝社区、岳溪村、九亭村、石坪村、张家村、沈家村、插腊村、胡家村、子弟村、龙安村、三合村、大屋村、南家村、龙王村、桂坪村、凤凰山村、先英村、人和村、沙河村、培家村、竹元村、柏竹村、雷坪村和英武村。